# Wilson Macías
Wilson Homero Macías (Guayaquil, 30 september 1965) is een voormalig profvoetballer uit Ecuador, die speelde als verdediger gedurende zijn carrière. Hij beëindigde zijn loopbaan in 1999.

## Clubcarrière
Macías kwam onder meer uit voor Club Deportivo Quevedo, LDU Portoviejo, Barcelona SC, Club Deportivo Filanbanco en Club Sport Emelec.

## Interlandcarrière
Macías speelde in totaal 33 officiële interlands voor Ecuador in de periode 1987-1991. Onder leiding van de Uruguayaanse bondscoach Luis Grimaldi maakte hij zijn debuut op 5 maart 1987 in de vriendschappelijke thuiswedstrijd tegen Cuba (2-1 nederlaag) in Havana. Macías maakte driemaal deel uit van de Ecuadoraanse selectie die deelnam aan de strijd om de Copa América: 1987, 1989 en 1991.

## Erelijst
Barcelona SC
- Campeonato Ecuatoriano

1991